# Vénéjan
Vénéjan (okzitanisch gleichlautend) ist eine französische Gemeinde mit 1.262 Einwohnern (Stand: 1. Januar 2022) im Département Gard in der Region Okzitanien (vor 2016: Languedoc-Roussillon); sie gehört zum Arrondissement Nîmes und zum Kanton Pont-Saint-Esprit (bis 2015: Kanton Bagnols-sur-Cèze). 

## Geografie
Vénéjan liegt etwa 48 Kilometer nordnordöstlich von Nîmes und etwa elf Kilometer westnordwestlich von Orange. Umgeben wird Vénéjan von den Nachbargemeinden Saint-Alexandre im Norden und Nordwesten, Mondragon im Nordosten, Mornas im Osten, Saint-Étienne-des-Sorts im Osten und Südosten, Bagnols-sur-Cèze im Süden sowie Saint-Gervais im Westen.
Hier wird Wein für die Appellation Côtes du Rhône produziert.

## Bevölkerungsentwicklung
| Jahr                       | 1962 | 1968 | 1975 | 1982 | 1990 | 1999 | 2006 | 2017 |
| Einwohner                  | 427  | 484  | 610  | 778  | 924  | 1044 | 1144 | 1246 |
| Quellen: Cassini und INSEE |      |      |      |      |      |      |      |      |

## Sehenswürdigkeiten
- Kirche Saint-Jean-Baptiste
- Kapelle Saint-Jean-Baptiste, Monument historique seit 1986
- Kapelle Saint-Pierre, Monument historique seit 1988
- Windmühle

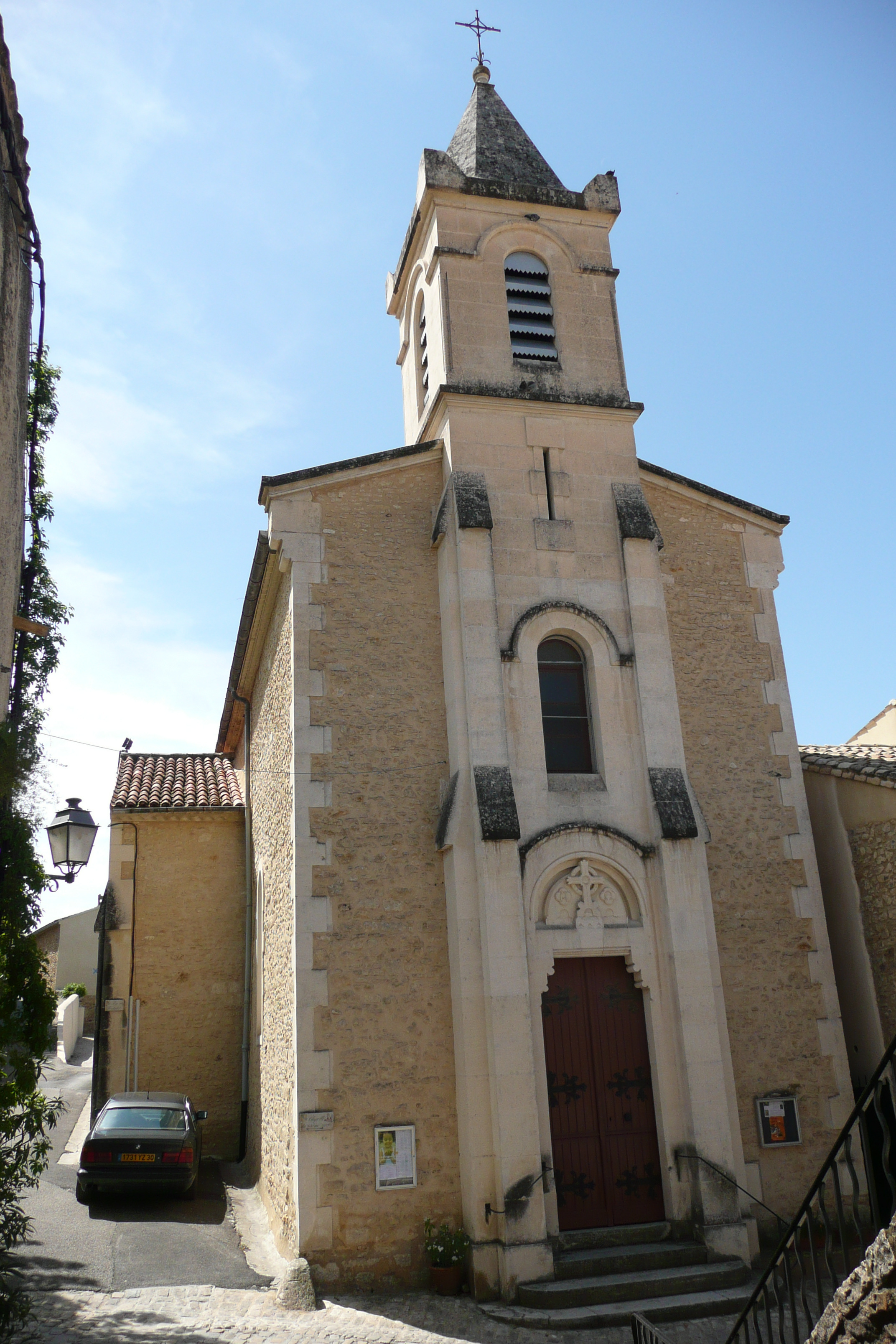
Kirche  Saint-Jean-Baptiste
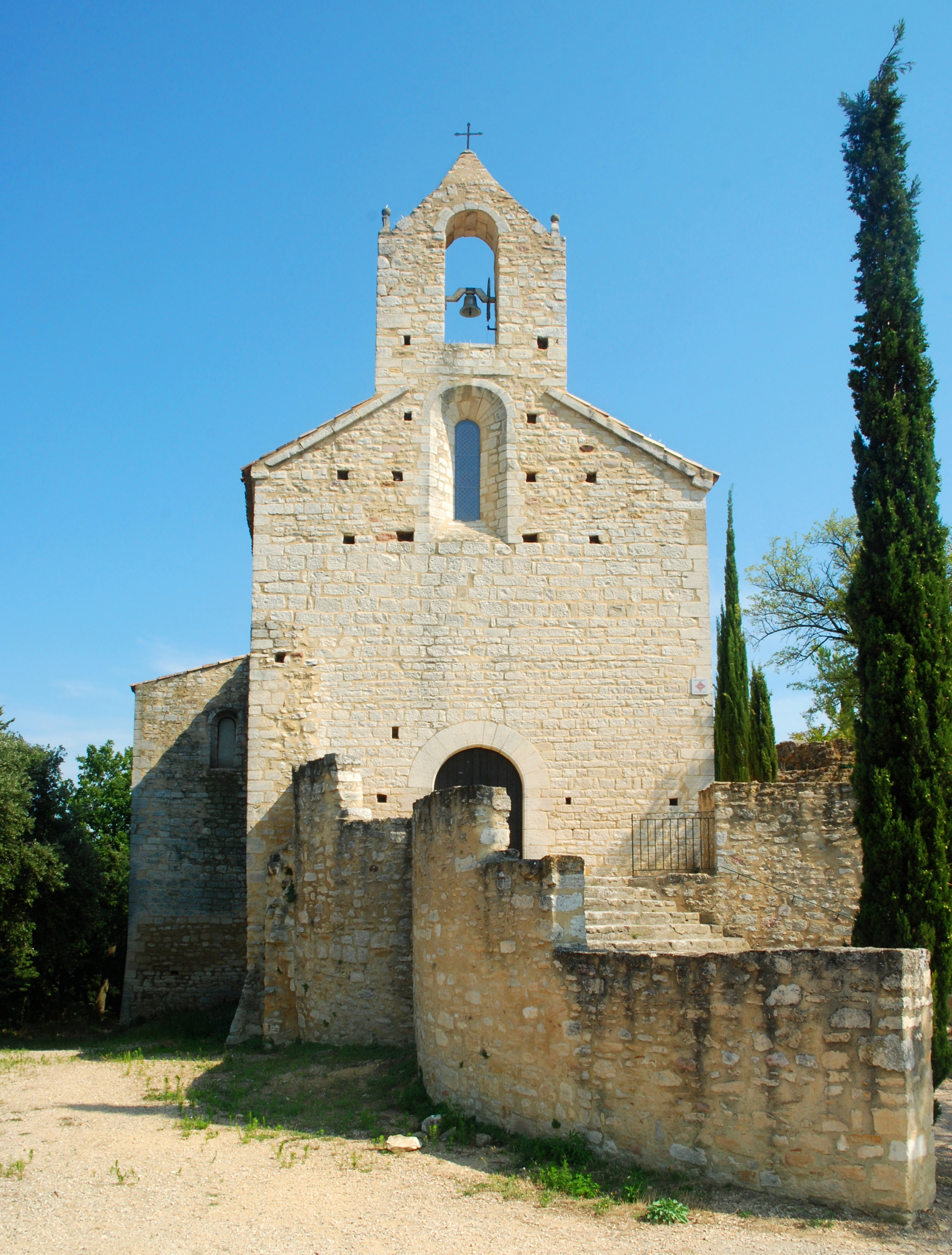
Kapelle Saint-Jean-Baptiste
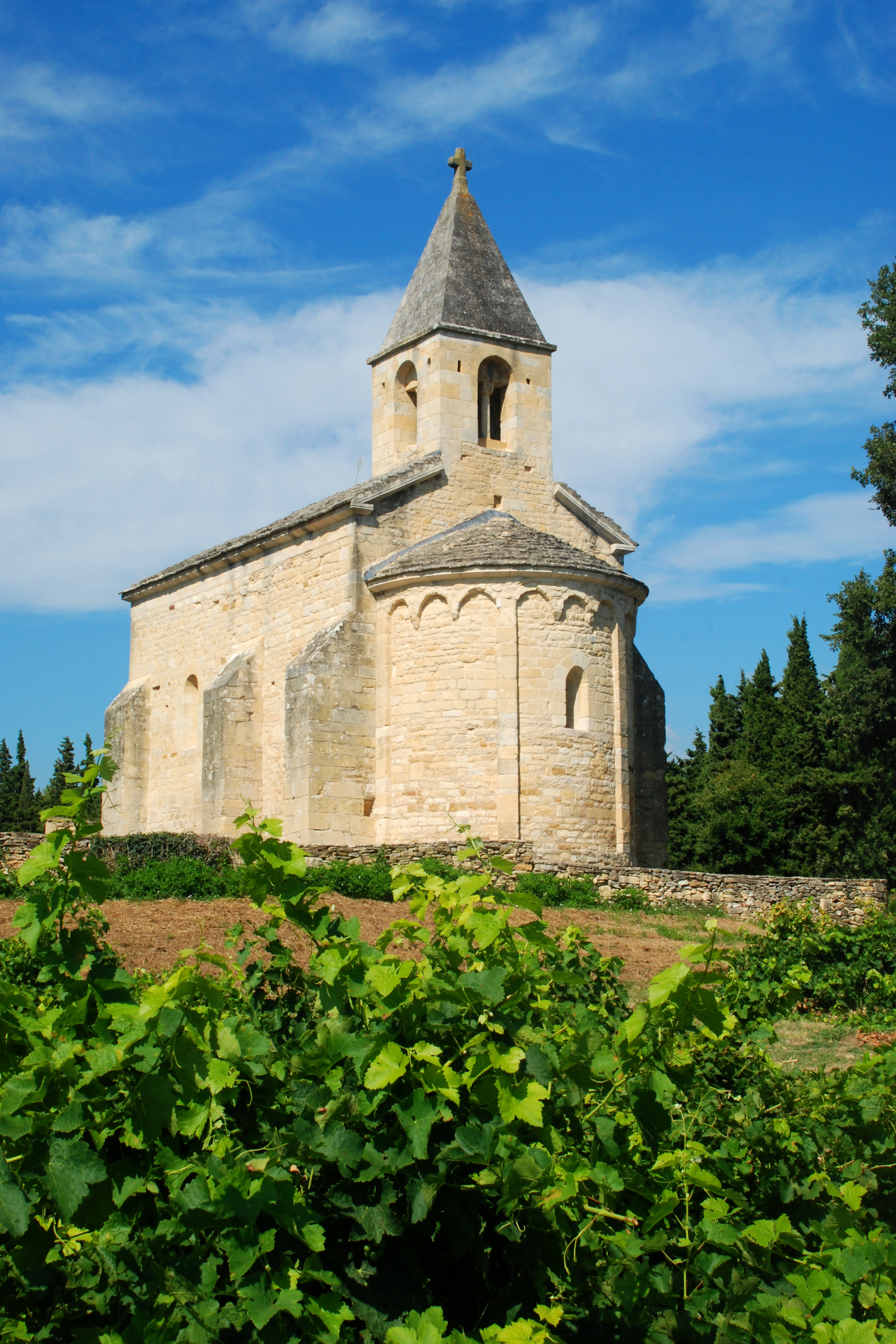
Kapelle Saint-Pierre
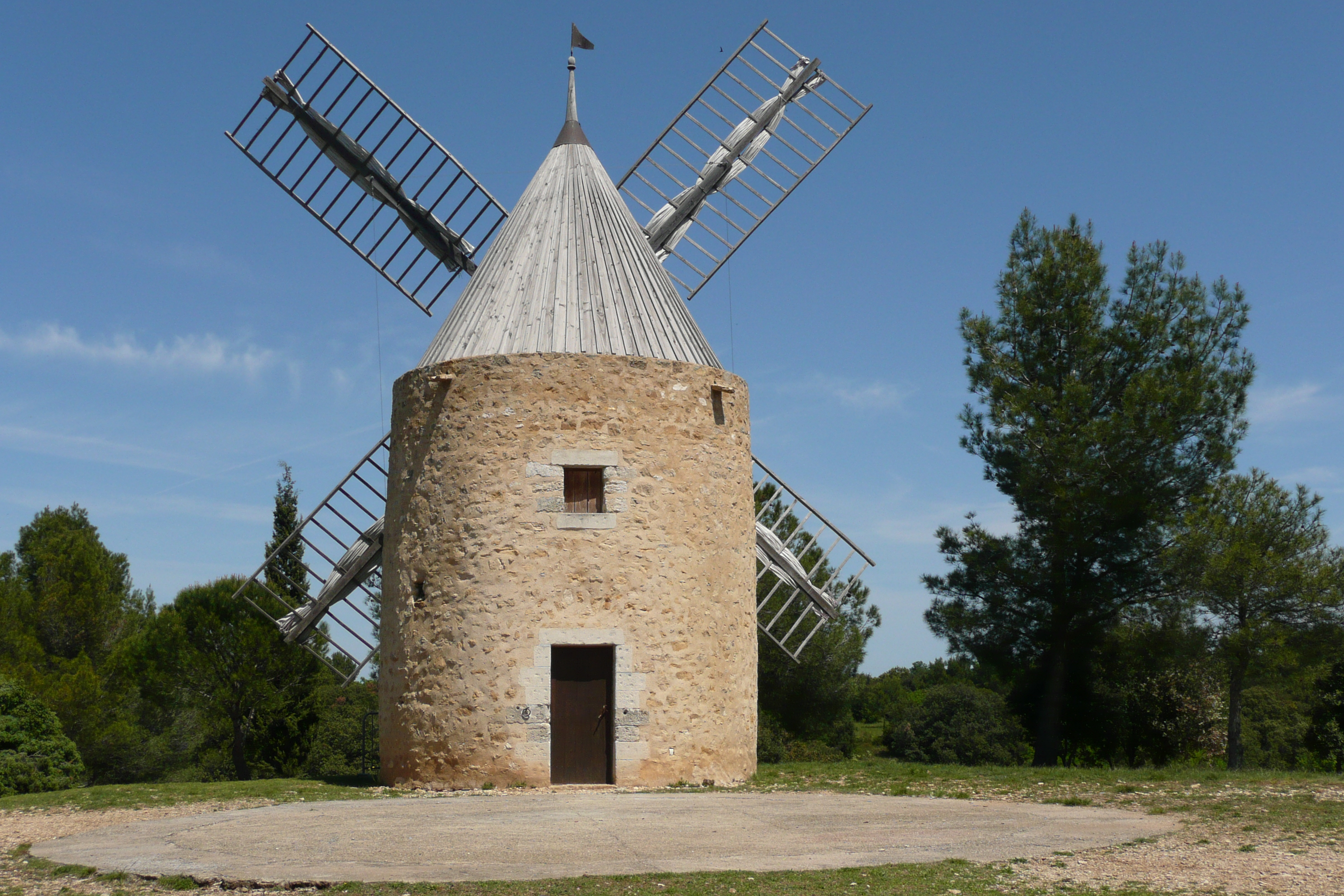
Windmühle